# جوليان فرانسوا
جوليان فرانسوا (21 سبتمبر 1979 بمتز في فرنسا - ) (بالفرنسية: Julien François)‏ هو لاعب كرة قدم فرنسي في مركز الوسط. لعب مع نادي تور ونادي جازيليك أجاكسيو ونادي غرونوبل ونادي لوهافر ونادي ميتز ونادي لوهافر الرياضي ‏.

## وصلات خارجية
- جوليان فرانسوا على موقع رابطة كرة القدم الفرنسية للمحترفين (الإنجليزية)
- جوليان فرانسوا على موقع قاعدة بيانات كرة القدم.إي يو (الإنجليزية)
- جوليان فرانسوا على موقع ليكيب (الفرنسية)
- جوليان فرانسوا على موقع Soccerway.com (الإنجليزية)
- جوليان فرانسوا على موقع عالم كرة القدم.نت (الإنجليزية)
- جوليان فرانسوا على موقع AS.com (الإسبانية)